# Franz Daebeler
Franz Heinrich Gustav Ernst Daebeler (* 27. Oktober 1929 in Schwerin; † 4. Januar 2016 ebenda) war ein deutscher Agrarwissenschaftler und Hochschullehrer, der sich insbesondere mit den Bereichen Phytopathologie und Pflanzenschutz beschäftigte. Seine Forschung konzentrierte sich auf Krankheiten und Schädlinge an Obst und Gemüse, die Schadwirkung durch Phytopathogene sowie die Entwicklung von Bekämpfungsrichtwerten. Zudem war er ein Experte für den Komplex der Schaderreger an Raps und für die Nützlingskomplexe in landwirtschaftlichen Kulturen.

## Leben

### Familie
Franz Daebeler wurde als Sohn des gleichnamigen Lehrers und dessen Ehefrau Ida, einer Hausfrau, geboren.  
Er war seit 1956 mit Dorothee (geb. Gosselk), verheiratet, die Ingenieurin für Hochbau ist. Das Paar hatte drei Kinder. 

### Werdegang
Seine schulische Laufbahn begann Franz Daebeler 1936 in der Grundschule und setzte sich von 1940 bis 1947 am Gymnasium Fridericianum Schwerin fort. Im Jahr 1947 wurde das Gymnasium in Oberschule für Jungen umbenannt, wo er 1949 sein Abitur ablegte. 
Nach dem Abschluss seines Abiturs im Jahr 1949 in Schwerin arbeitete Franz Daebeler zunächst als Pflanzenschutztechniker beim Schweriner Kartoffelkäferabwehrdienst des Pflanzenschutzdienstes der Kreise Schwerin und Parchim bis 1951. Anschließend war er bis 1952 als Fördermann Unter Tage bei der Wismut-AG tätig. 
Sein Interesse für die Landwirtschaft führte ihn von 1952 bis 1957 zum Studium der Landwirtschaft an der Universität Rostock, wo er 1957 als Diplomlandwirt abschloss. In der Folge promovierte er 1961 bei Ernst Reinmuth zum Dr. agr. an derselben Universität, wobei seine Dissertation den Titel Der jahreszeitliche Verlauf der Pathogenese des Obstbaumkrebses. Unter besonderer Berücksichtigung der Wuchsstoffbildung seitens des Erregers und seines Wirtes trug. 1970 habilitierte er sich zum Dr. agr. habil. mit der Arbeit Schadensschwellen und ökonomische Schwellenwerte im Pflanzenschutz.
Von 1957 bis 1992 war Franz Daebeler am Institut für Phytopathologie und Pflanzenschutz der Universität Rostock tätig, wo er zunächst als wissenschaftlicher Assistent und ab 1962 als Oberassistent arbeitete. Im Jahr 1992 wurde er zum Professor für Phytomedizin an der Universität Rostock ernannt und hatte diese Position bis zu seiner Emeritierung 1996 inne. Bis 2003 war er noch verantwortlich für ein phytopathologisches Praktikum an der Universität. 
Zusätzlich zu seiner Lehr- und Forschungstätigkeit war er in verschiedenen Funktionen innerhalb der akademischen Selbstverwaltung aktiv. Von 1993 bis 1994 war er Mitglied des Senats der Universität Rostock und von 1991 bis 1996 Leiter des Fachgebiets Phytomedizin. 
Franz Daebeler veröffentlichte zahlreiche Beiträge in Fachpublikationen, die sich mit seinen Forschungsgebieten beschäftigten. Seine Arbeiten über Krankheiten und Schädlinge an Obst und Gemüse sowie die Schadwirkung durch Phytopathogene und die Entwicklung von Bekämpfungsrichtwerten sind in der wissenschaftlichen Gemeinschaft anerkannt. Eine große Anzahl von noch heute genutzten oder modifizierten Schadensschwellenwerten, vor allem für Schaderreger im Raps, geht auf ihn zurück. 

## Mitgliedschaften
Franz Daebeler war Mitglied verschiedener Organisationen, darunter der FDGB (Freier Deutscher Gewerkschaftsbund) und der DSF (Deutsch-Sowjetische Freundschaft). Von 1958 bis 1967 war er FDGB-Vertrauensmann und engagierte sich von 1986 bis 1989 im Bewertungsausschuss für Pflanzenschutzmittel in der DDR. Seit 1990 war er Mitglied der Phytomedizinischen Gesellschaft und diente bis 1997 als Landessprecher für Mecklenburg-Vorpommern.

## Ehrungen und Auszeichnungen
2021 wurde an der 2018 gepflanzten Franz Daebeler-Gedächtniseiche im Justus-von-Liebig-Weg in Rostock auf Initiative von Absolventen der Agrar- und Umweltwissenschaftlichen Fakultät eine Erinnerungstafel für Franz Daebeler enthüllt.

## Schriften (Auswahl)
- Der jahreszeitliche Verlauf der Pathogenese des Obstbaumkrebses. Unter besonderer Berücksichtigung der Wuchsstoffbildung seitens des Erregers und seines Wirtes. Rostock, 1957.
- Schadensschwellen und ökonomische Schwellenwerte im Pflanzenschutz. 1969.
- Franz Daebeler; Maximilian Klinkowski: Phytopathologie und Pflanzenschutz, Band 3, Krankheiten und Schädlinge der Gemüsepflanzen und der Obstgewächse. Berlin, Akademie-Verlag, 1976.